# プラセーン郡
座標: 北緯8度34分6秒 東経99度14分54秒 / 北緯8.56833度 東経99.24833度
プラセーン郡（プラセーンぐん）はタイ南部・スラートターニー県にある郡（アムプー）。

## 名称
郡の名前は、この地域がモントン・ナコーンシータンマラートに属していたときの逸話に由来する。政府は、この地域の統括者としてプラ・セーンピロム (พระแสงภิรมย์) という官吏を派遣した。この官吏が郡庁舎を建設しているとき、剣が見つかったがこの剣が非常に優れて美しかったため王に献上され、プラセーンダープ (พระแสงดาบ) と名付けられ、郡が保管することとなった。このためこの地域はプラセーンと呼ばれることになった。しかし、この剣は後に紛失したとされ、この話が本当のことなのか単なる伝説なのかはわかっていない。

## 歴史
郡は1896年、モントン・ナコーンシータンマラートの管轄下の郡としてスタートした。その後、イパン郡という郡がタムボン・イパンに降格され、ラムプーン郡（現・バーンナーサーン郡）に編入された。1899年、モントンの省庁だったプラヤー・スクムナイウィニット（後のチャオプラヤー・ヨマラート (パン・スクム)）はこの地域を視察し、ラムプーン郡があまりにも大きすぎ、十分に管理できてないことを知り、タムボン・プラセーンとタムボン・イパンを合わせてプラセーン郡をつくった。その後、1906年、郡はチャイヤー県（現・スラートターニー県）の管轄下におかれた。
1940年頃バーン・サイクンにある郡庁舎のアクセスが悪いことから、バーン・ヤーンディンデーンに新たな郡庁舎が建てられた。1938年8月1日には郡は分郡に格下げされバーンナー郡（現・バーンナーサーン郡）の管轄下におかれた。郡に再び昇格するのは1958年のこととなる。
1968年、ラーマ9世（プーミポンアドゥンラヤデート）がこの地を視察。その際、この地域の発展のためキャタピラー社のD4ブルドーザーを寄付した。

## 地理
郡の東側にはターピー川が流れており、郡の東の境界線となっている。郡内の主な水源はターピー川やイパン川である。郡内はタムボン。シンチャルーンやプラーイプラヤー郡との境界で山がちになっている。このうちプラーイプラヤー郡との境界線の山岳地帯にはクローン・プラヤー野生生物保護区となっている。
交通は国道44号線が南西から北東に向かって通っており、南西にアーオルック方面、北東にカーンチャナディット方面に通じている。国道4133号線が南北に通っており北にプンピン方面、南にトゥンヤイ方面とつながっている。国道4009号線が東に延びており、ウィエンサ方面と、国道4037号線が南に延びておりヌアクローン方面と、西に国道4035号線が延びておりアーオルック方面とつながっている。

## 経済
郡内の主な産業は農業と売買やサラリーマンなどの商業である。農業ではパラゴムノキ、アブラヤシなどが生産されている。

## 行政区分
郡は7のタムボンに分けられ、さらにその下位に73の村（ムーバーン）がある。自治体（テーサバーン）があり以下のようになっている。
- テーサバーンタムボン・バーンサワン・・・タムボン・バーンサワンの一部
- テーサバーンタムボン・ヤーンディンデーン・・・タムボン・イパンの一部

また、郡内には7つのタムボン行政体（オンカーンボーリハーンスワンタムボン）がある。
| 1. タムボン・イパン・・・ตำบลอิปัน 2. タムボン・シンプン・・・ตำบลสินปุน 3. タムボン・バーンサワン・・・ตำบลบางสวรรค์ 4. タムボン・サイクン・・・ตำบลไทรขึง 5. タムボン・シンチャルーン・・・ตำบลสินเจริญ 6. タムボン・サイソーパー・・・ตำบลไทรโสภา 7. タムボン・サークー・・・ตำบลสาคู | 郡内のタムボン |